# Успенка (Ольховский район)
Успенка — исчезнувшее село в Ольховском районе Волгоградской области. Село располагалось на правом берегу Иловли, северо-западнее села Каменный Брод
Основано в 1826 году.

## История
Заселено в 1826 году государственными крестьянами, велико- и малороссами. Село относилось к Ольховской волости Царицынского уезда Саратовской губернии. В 1894 году земельный надел составлял 3749 десятин удобной и неудобной земли. Крестьяне занимались хлебопашеством. В селе имелся хлебный магазин и пожарный сарай.
Согласно Списку населённый мест Царицынского уезда в 1911 году в селе имелась земская школа
С 1928 года — административный центр Успенского сельсовета Ольховского района Камышинского округа (округ ликвидирован в 1934 году) Нижневолжского края, с 1935 года — Сталинградского края (с 1936 года — Сталинградской области, с 1961 года — Волгоградской области). По состоянию на 1936 год значится в составе Каменнобродского сельсоветаВ 1987 году исключено из учётных данных, включено в состав села Каменный Брод. На момент исключения в селе проживало около 180 жителей.

## Население
Динамика численности населения
| 1860 | 1882 | 1891 | 1894 | 1897 | 1911 | 1987 |
| ---- | ---- | ---- | ---- | ---- | ---- | ---- |
| 466  | 647  | 722  | 838  | 940  | 1087 | ≈180 |